# 起範
- 關於韓國演唱組合U-KISS的前成員，請見「金起範 (1990年生)」。
- 關於韓國演唱組合SHINee的成員，請見「Key (歌手)」。

金起範（韓語：김기범，羅馬化：Kim Ki-bum，1987年8月21日—），韓國男歌手、演員，曾為韓國男子團體Super Junior成員，隊內擔任饒舌。

## 生平
2004年，出演電視劇《四月之吻》以個人演員正式出道。
2005年，隨組合Super Junior以歌手方面正式出道，並參與Super Junior05專輯歌曲表演。
2006年，參與U的單曲表演。
2007年，參與花美男連鎖恐怖事件電影男主角之一，並參與團體Don't Don的專輯歌曲表演（這也是起範最後一次參與團體唱跳與宣傳活動）。
2008年，參與Super Show演唱會巡迴表演。
2009年，Super Junior發行第三張專輯Sorry, Sorry時，僅參與宣傳照拍攝與MV演出，未參與團體歌唱、演唱會及唱片宣傳等活動。Sorry, Sorry也是其最後參與的團體專輯。之後專注於戲劇發展。
2013年，起範與鍾漢良等人共同主演中國古裝劇《天龍八部》。2013年，參演中國電視劇《吉祥天寶》中朱天寶一角。
2015年8月18日，演員合約期滿，離開SM經紀公司，同時退出Super Junior。
2018年12月，時隔六年重返韓國電視螢幕，參與綜藝節目《雙腳生活》。

## 演出作品

### 電視劇
| 年份 | 電視台  | 劇名                             | 角色           |
| ---- | ------- | -------------------------------- | -------------- |
| 2004 | KBS     | 《四月之吻》                     | 韓正友（少年） |
| 2005 | KBS     | 《玉琳的成長日記2》              | 朱俞明         |
| 2005 | MBC     | 《彩虹羅曼史》                   | 金起範         |
| 2005 | SBS     | 《嫁給百萬富翁》                 | 金永勳（少年） |
| 2006 | SBS     | 《雪花》                         | 河永燦         |
| 2008 | MBC     | 《春子家有喜事了》               | 朴正宇         |
| 2011 | SBS     | 《樹大根深》                     | 朴彭年         |
| 2012 | tvN     | 《我愛李太利》                   | 黃民秀/ 金銀銅 |
| 2013 | 中國HBS | 《天龍八部》                     | 段譽           |
| 2016 | 中國HBS | 《吉祥天寶》                     | 朱天寶         |
| 待播 | 待播    | 《우리 집 개는 프라다를 입는다》 | 나견우         |
| 待播 | 待播    | 《저주받은 로맨스》              | 이영숙         |

### 電影
- 2007年《花美男連鎖恐怖事件》飾 起範
- 2010年《注文津》飾 鬼
- 2017年《泡菜愛上小龍蝦》飾 金東洙

### 話劇
- 2010年 《午覺》飾 男主角的少年時代

### 參演MV
所屬團體MV，請參閱Super Junior參演MV列表
- 2006年 天上智喜《My Everything》

## 電視節目
- 2018年12月6日-2019年1月17日 SBS 雙腳生活

## 外部連結
- 起範的Instagram帳戶
- 起範的X（前Twitter）
- 金起范的新浪微博（简体中文）
- 起範的YouTube 頻道